# Зонис, Борис Яковлевич
Борис Яковлевич Зонис (1950, Бендеры, Молдавская ССР — 2001, Ростов-на-Дону) — советский и российский учёный-медик, кардиолог и патофизиолог. Доктор медицинских наук (1986), профессор (1989), заведующий кафедрой внутренних болезней Ростовского государственного медицинского университета.

## Биография
Родился в семье врачей. Его отец, Яков Михайлович Зонис (?—2008) — пульмонолог и аллерголог, доктор медицинских наук (1973), профессор, заведующий первой научно-исследовательской аллергологической лабораторией в Кисловодске, основатель курортной аллергологии в СССР, организатор аллергологической службы в курортных районах страны.
В 1973 году окончил Ростовский медицинский институт. Диссертацию кандидата медицинских наук защитил в 1975 году по теме «Электромеханическая деятельность сердца у собак различного возраста в норме и при развитии реноваскулярной гипертонии». Заведовал отделением артериальных гипертензий ростовского Областного кардиологического диспансера. В 1986 году защитил диссертацию доктора медицинских наук по теме «Роль функционального состояния адренорецепторного аппарата в механизмах бронхоспазма и артериальной гипертензии. Методы диагностики и патогенетической терапии». 
С 1989 года — профессор кафедры внутренних болезней № 3, затем кафедры внутренних болезней № 1 Ростовского медицинского института. С 1998 года работал заведующим отделением артериальных гипертоний Областного кардиологического диспансера.
Основные научные труды посвящены вопросам патологической физиологии артериальных гипертоний и регуляции сосудистого тонуса, дифференциальной диагностики и лечения артериальных гипертоний, метаболического синдрома, фармакологии заболеваний сердца и сосудов.

## Публикации
- В. Б. Брин, Б. Я. Зонис. Физиология системного кровообращения: Формулы и расчёты. Ростов-на-Дону: Издательство Ростовского государственного университета, 1984.
- А. А. Дюжиков, Б. Я. Зонис, Н. Н. Каркищенко, С. Е. Минкин. Вазоренальная гипертензия. Клинико-гемодинамический аспект. Ростов-на-Дону, 1989.
- Б. Я. Зонис. Адреноблокирующие средства в диагностике и лечении артериальных гипертензий. Ростов-на-Дону, 1992.
- Б. Я. Зонис. Пролонгированные антигипертензивные средства. Ростов-на-Дону: Эскулап, 1999.
- Б. Я. Зонис. Основы фармакоэкономического анализа антигипертензивной терапии. Ростов-на-Дону: Издательство Ростовского государственного университета, 2001.